# 2009
Il 2009 (MMIX in numeri romani) è un anno  del XXI secolo.

## Eventi
- Anno internazionale dell'astronomia.

### Gennaio
- 1º gennaio
  - La Repubblica Ceca assume la Presidenza di turno dell'Unione europea.
  - La Slovacchia adotta l'euro come moneta corrente, dodici giorni prima che la Corona slovacca finisca il suo corso legale.
- 2 gennaio – l'esercito dello Sri Lanka si impadronisce di Kilinochchi, capitale delle Tigri Tamil. Il conflitto ha causato 11 144 morti nel 2008.
- 3 gennaio – viene generato il primo blocco di Bitcoin
- 6 gennaio – dopo l'incursione terrestre dell'esercito israeliano a Gaza due giorni prima, raid israeliani colpiscono una scuola ONU provocando decine di vittime e le reazioni internazionali.
- 7 gennaio – la Russia chiude la fornitura di gas all'Europa attraverso l'Ucraina, a causa di un contenzioso tra le due nazioni.
- 15 gennaio – ammaraggio di emergenza nel fiume Hudson, a New York, del Volo US Airways 1549.
- 18 gennaio – conferenza di pace a Sharm el-Sheikh, fine dell'Operazione Piombo fuso, che ha fatto più di 1 200 vittime palestinesi a Gaza.
- 20 gennaio – termina la presidenza di George W. Bush dopo due mandati, gli succede il presidente eletto Barack Obama, che giura come 44º presidente degli Stati Uniti d'America.
- 23 gennaio – Laurent Nkunda, capo dei ribelli del Conflitto del Kivu, è sconfitto e arrestato dall'esercito ruandese.

### Febbraio
- 1º febbraio
  - l'incendio di un'autocisterna in Kenya provoca la morte di 111 persone.
  - si insedia Kyrill, nuovo patriarca di Mosca, primo dell'era post comunista.
- 2 febbraio – il monte Asama erutta, provocando 13 terremoti.
- 8 febbraio – il popolo svizzero, con referendum, approva il rinnovo dei Bilaterali con l'UE e la sua estensione a Romania e Bulgaria.
- 9 febbraio – il sud-est dell'Australia è sconvolto da disastrosi incendi, che causano la morte di più di 200 persone. L'evento viene tristemente ricordato col nome di Black Saturday Bushfire.
- 10 febbraio – elezioni parlamentari in Israele: il partito centrista di Tzipi Livni vince per un seggio.

### Marzo
- 2 marzo – colpo di Stato in Guinea Bissau: ucciso il Presidente João Bernardo Vieira.
- 3 marzo – crolla il palazzo dell'Archivio Storico a Colonia, provocando 9 morti, decine di feriti e la perdita del patrimonio documentario, risalente fino all'anno 992. Tra le cause del crollo, secondo alcune testimonianze, ci sarebbero gli scavi di ampliamento della metropolitana della città, che sarebbero avvenuti molto vicini alla struttura.
- 4 marzo – il presidente del Sudan Omar Hasan Ahmad al-Bashir è incriminato dalla Corte Penale Internazionale per crimini contro l'umanità. Per la prima volta è emesso un mandato di cattura nei confronti di un capo di Stato nell'esercizio delle sue funzioni.
- 7 marzo – lancio dell'osservatorio spaziale Kepler per l'indagine sui pianeti extrasolari
- 17 marzo – in Madagascar, con un colpo di Stato, avendo dalla sua parte l'esercito, Andry Rajoelina prende il potere.
- 17-23 marzo – primo viaggio apostolico di Benedetto XVI in Africa, visitando il Camerun e l'Angola. Qui sorgono polemiche internazionali contro il Papa per le sue dichiarazioni contro i preservativi, e due giovani muoiono nella calca radunatasi per vederlo.
- 27 marzo – con il primo congresso, viene fondato ufficialmente come unico partito il Popolo della Libertà.
- 31 marzo
  - Tragedia nel mar Mediterraneo: dispersi 200 immigrati provenienti dalla Libia e diretti in Italia.
  - Nonostante la vittoria alle elezioni di Kadima di Tzipi Livni, inizia il mandato di Benjamin Netanyahu come Primo ministro.

### Aprile
- 2 aprile – si svolge il vertice del G20 a Londra. L'incontro è preceduto da accesi scontri tra manifestanti no-global, black-block e forze dell'ordine. Durante gli episodi perde la vita un venditore ambulante.
- 3 e 4 aprile – 21º vertice della NATO, dove è stato celebrato il 60º anniversario dell'organizzazione. A Strasburgo, in Francia, e a Kehl, in Germania.
- 4 aprile – Albania e Croazia divengono membri della NATO.
- 5 aprile – elezioni parlamentari della Repubblica di Moldavia
- 6 aprile – alle 3:32 una scossa di terremoto di magnitudo 6,3 fa tremare la provincia dell'Aquila e causa 309 vittime, 1.500 feriti, 65.000 sfollati e il crollo di molti edifici. Il 10 aprile si celebrano i funerali di Stato; il 23 aprile il CdM sceglie L'Aquila come nuova sede del G8 2009.
- 12 aprile – Richard Phillips, capitano della nave mercantile MV Maersk Alabama, catturato da quattro pirati somali, viene salvato dalla Marina degli Stati Uniti dopo quattro giorni di sequestro.
- 23 aprile
  - Jacob Zuma, con il 67% dei voti, è eletto nuovo Presidente del Sudafrica.
  - Beirut diventa Capitale mondiale del libro per un anno.
- 24 aprile – ha inizio la pandemia influenzale del 2009, che si diffonderà dal Messico al resto del mondo e provocherà migliaia di morti.

### Maggio
- 1º maggio – in Svezia i matrimoni tra persone dello stesso sesso sono legali a partire da questa data. Essi verranno celebrati anche dalla Chiesa luterana svedese, come già avveniva in Norvegia.
- 6 maggio – la Croce Rossa Internazionale denuncia più di 100 vittime civili causate da un bombardamento statunitense nella provincia di Farah in Afghanistan.
- 8-15 maggio – viaggio apostolico di Papa Benedetto XVI in Terra santa
- 14 maggio – lancio della missione Planck dell'ESA per lo studio della radiazione cosmica di fondo
- 16 maggio
  - La Norvegia con Alexander Rybak vince l'Eurovision Song Contest, ospitato a Mosca, con la canzone Fairytale.
  - Manmohan Singh riconfermato Primo Ministro dell'India.
- 17 maggio – dopo venticinque anni di guerra civile in Sri Lanka, si arrendono le Tigri Tamil.

### Giugno
- 1º giugno – il volo Air France 447, decollato da Rio de Janeiro per Parigi, si disperde nell'Atlantico con 228 persone a bordo.
- 13 giugno – Mahmud Ahmadinejad è riconfermato Presidente dell'Iran. Gli oppositori accusano i brogli e sorgono nel Paese manifestazioni e instabilità.
- 28 giugno
  - Elezioni parlamentari in Argentina: vince il Fronte per la Vittoria di soli 2 punti in percentuale.
  - Colpo di Stato in Honduras: esiliato dall'esercito il Presidente Manuel Zelaya.
- 29 giugno – Viareggio: alle ore 23:48 deraglia un treno merci con 14 cisterne di Gpl, una di questa esplode causando crolli e incendi nelle case nel raggio di 200 metri, il bilancio è di 32 morti e 23 feriti.
- 30 giugno – il volo Yemenia 626, un Airbus A310 con a bordo 153 persone, precipita nell'Oceano Indiano, unica sopravvissuta una ragazza quattordicenne.

### Luglio
- 1º luglio – la Svezia assume la presidenza dell'Unione europea con Fredrik Reinfeldt.
- 6 luglio – scontro tra etnie han, uiguri e polizia nel Xinjiang: 156 morti.
- 8-10 luglio – si svolge il 35º summit del G8 a L'Aquila, in Abruzzo.
- 15 luglio – precipita un aereo in Iran con a bordo 168 persone, nessun superstite.
- 17 luglio – attentato in Indonesia di una filiale di Al Qaeda: a Giacarta 9 morti e 50 feriti.
- 23-24 luglio – una serie di devastanti incendi boschivi colpisce la fascia mediterranea dell'Europa, vittime dalla Sardegna alla Spagna.
- 30 luglio
  - Nigeria: 700 morti in tre giorni di scontri tra il Governo e la setta fondamentalista islamica Boko Haram.
  - A cinquant'anni dalla sua fondazione, l'ETA compie due attentati in Spagna: il primo a Burgos, nel nord del paese (70 feriti) e il secondo a Maiorca (Isole Baleari) (2 morti).

### Agosto
- 10 agosto – continuano gli attentati kamikaze in Iraq: 46 morti tra Baghdad e Mosul; 9 giorni dopo ve ne saranno altri 100.
- 15 agosto – il passaggio del tifone Morakot sull'isola di Taiwan provoca almeno 120 morti.
- 20 agosto – tra attentati che fanno decine di vittime e minacce dei talebani, si svolgono in Afganistan le elezioni presidenziali, vinte, tra presunti brogli, da Hamid Karzai.
- 22 agosto – vinti a Bagnone 147,8 milioni di euro, la cifra più alta in assoluto della storia del Superenalotto e di tutte le lotterie italiane. La vincita è anche la seconda più alta a livello europeo e la quinta a livello mondiale. Questo è anche il maggior premio al mondo vinto da una singola persona.
- 27 agosto – un comandante dell'ONU dichiara terminato dopo sei anni e con 400.000 vittime il conflitto del Darfur.
- 30 agosto – dopo quasi mezzo secolo di governo liberaldemocratico, il Partito Democratico del Giappone di Yukio Hatoyama conquista la maggioranza assoluta in camera bassa.

### Settembre
- 2-12 settembre – nell'ambito della Biennale di Venezia, si svolge la 66ª Mostra Internazionale d'Arte Cinematografica di Venezia, vinta dal film israeliano Lebanon.
- 4 settembre – almeno 54 morti in un bombardamento raid della NATO contro i Talebani, tra cui però, afferma la polizia afghana, decine di civili.
- 9-10 settembre – alluvione in Turchia, 32 morti. Colpita direttamente anche Istanbul.
- 17 settembre
  - 10 civili e 6 paracadutisti italiani del 186º Reggimento della Folgore muoiono in un attentato a Kabul; altri 50 sono i feriti e ingenti i danni provocati dall'esplosione.
  - 80 morti, soprattutto civili, in un raid governativo contro i ribelli islamici in Yemen.
- 24-25 settembre – A Pittsburgh in Pennsylvania si svolge il terzo G20 dei paesi industrializzati.
- 26 settembre – il passaggio del tifone "Ketsana" nelle Filippine e in seguito nel Vietnam e Laos provoca quasi 400 morti.
- 27 settembre
  - Elezioni federali in Germania: con il 33,8% è riconfermata Angela Merkel, con la sua CDU in alleanza con i liberali.
  - Elezioni legislative in Portogallo per il rinnovo dell'Assemblea della Repubblica, vincono i socialisti di José Sócrates.
- 28 settembre – a Conakry, in Guinea, il regime militare reprime nel sangue una manifestazione dell'opposizione. L'esercito spara sulla folla e causa almeno 157 morti, più decine di arresti.
- 29 settembre – una scossa di terremoto di magnitudo 8,3 colpisce tutta l'area dell'Oceano Pacifico meridionale creando uno tsunami che provoca oltre 100 morti.
- 30 settembre – dodici ore dopo quello del Pacifico, Sumatra è devastata da un sisma di magnitudo 7,6 che provoca oltre 1.100 vittime.

### Ottobre
- 1º ottobre – Messina: un forte nubifragio provoca frane, smottamenti e allagamenti, soprattutto tra Giampilieri Superiore e Scaletta Zanclea: 37 morti, 95 feriti e 6 dispersi.
- 4 ottobre – Elezioni parlamentari in Grecia: vince il socialista PASOK di George Papandreou.
- 14-18 ottobre – Buchmesse (Fiera internazionale del libro) di Francoforte, in Germania.
- 22 ottobre – Morte di Stefano Cucchi
- 25 ottobre
  - Elezioni generali in Uruguay: si va al ballottaggio per le presidenziali.
  - A Baghdad un attentato causa 155 morti.

### Novembre
- 13 novembre – viene resa pubblica la notizia della scoperta di acqua nel sottosuolo lunare.
- 21 novembre – elezioni generali in Tunisia
- 23 novembre – durante la campagna elettorale nelle Filippine, sull'isola di Mindanao un gruppo armato prima sequestra e poi uccide 57 persone. Il governo ha dichiarato lo stato d'emergenza nella provincia di Maguindanao.
- 27 novembre – attentato terroristico sul treno Mosca-San Pietroburgo: 22 morti e 54 feriti.

### Dicembre
- 1º dicembre – nell'Unione europea entra in vigore il Trattato di Lisbona. Con esso viene adottata anche la Carta dei diritti fondamentali dell'Unione europea che ha valore giuridico vincolante (Regno Unito, Polonia e Repubblica Ceca hanno facoltà di opt-out).
- 5 dicembre – in Russia si verifica un incendio in una gremita discoteca di Perm': 109 morti e 130 feriti.
- 7 dicembre – a Copenaghen si riuniscono i presidenti per decidere un taglio di emissioni Cop15
- 10 dicembre – cerimonia di consegna dei Premi Nobel a Stoccolma, Svezia e ad Oslo, Norvegia (relativamente alla consegna del Premio Nobel per la pace).
- 13 dicembre – elezioni generali in Cile
- 14 dicembre – Cancellazione treno Europeo a lunga tratta [Orient Express]
- 24 dicembre – Papa Benedetto XVI viene aggredito nella Basilica di San Pietro durante la celebrazione della messa di Natale, senza però riportare alcuna ferita.
- 25 dicembre – un uomo nigeriano cerca di far esplodere un ordigno in un volo da Amsterdam a Detroit. Successivamente si scoprirà che l'uomo era legato ad Al-Qaida.
- 27 dicembre – primo turno delle elezioni presidenziali in Croazia

## Sport
- 1º febbraio: XLIII super Bowl vinto da Pittsburgh Steelers per 27-23 contro gli Arizona Cardinals.
- 3 – 15 febbraio: Campionati mondiali di sci alpino 2009 in Val d'Isère (Francia)
- 18 febbraio – 1º marzo: Campionati mondiali di sci nordico a Liberec, Repubblica Ceca
- 5 – 7 marzo: Si disputa a Dubai la quinta edizione della Coppa del Mondo di rugby a 7 che ha visto prevalere il Galles. Per la prima volta si è anche disputata la versione femminile del torneo che è stata vinta dall'Australia.
- 6 – 8 marzo: Campionati europei di atletica leggera indoor a Torino (Torino 2009)
- 21 marzo
  - Mark Cavendish vince la 100ª Milano-Sanremo.
  - L'Irlanda vince il Sei Nazioni 2009 di rugby.
- 23 marzo: Il Giappone vince il World Baseball Classic 2009.
- 25 – 29 marzo: Campionati mondiali di ciclismo su pista a Pruszków (Pruszków 2009)
- 29 marzo – 5 aprile: Campionati europei di ginnastica artistica a Milano
- 29 marzo – 1º novembre: 60ª edizione del Campionato del Mondo di Formula 1
- 1º – 5 aprile: Campionati europei di tuffi a Torino (Torino 2009)
- 5 aprile: al Reliant Staudium di Houston, in Texas, ha luogo la 25ª edizione di WrestleMania: nel main event Triple H sconfigge Randy Orton, conservando il WWE Championship.
- 13 aprile: L'HC Davos vince il Campionato svizzero di hockey su ghiaccio 2008-2009, dopo la settima finale.
- 9 – 16 maggio: Campionato del mondo di hockey su slittino ad Ostrava.
- 10 maggio: la Russia vince il Campionato del mondo di hockey su ghiaccio 2009, battendo il Canada in finale. L'edizione 2009 si è tenuta a Berna e Kloten, Svizzera.
- 13 maggio: la Lazio vince la sua quinta Coppa Italia battendo allo Stadio Olimpico di Roma la Sampdoria 7-6 dopo i calci di rigore.
- 17 maggio: l'Inter vince il suo 17º scudetto.
- 20 maggio: lo Šachtar batte il Werder Brema 2-1 ai tempi supplementari e si aggiudica l'ultima edizione della Coppa UEFA, che da settembre prenderà il nome di Europa League.
- 27 maggio: il Barcellona batte il Manchester United e si aggiudica la sua terza Champions League, la prima con Pep Guardiola come allenatore.
- 31 maggio: Denis Menchov vince il 92º Giro d'Italia.
- 7 giugno: Roger Federer si aggiudica il Roland Garros.
- 12 giugno: i Pittsburgh Penguins vincono la Stanley Cup.
- 14 – 28 giugno: FIFA Confederations Cup 2009 in Sudafrica
- 14 giugno: i Los Angeles Lakers vincono il loro 15º titolo NBA battendo gli Orlando Magic per 99-86, vincendo la serie per 4-1.
- 14 giugno: la Peugeot Nº9 guidata da David Brabham, Marc Gené e Alexander Wurz Vince la 24 Ore di Le Mans.
- 26 giugno – 5 luglio: Giochi del Mediterraneo a Pescara
- 27 giugno: il pilota pesarese della Moto GP Valentino Rossi, vincendo il Gran Premio di Assen, taglia il traguardo delle 100 vittorie in carriera, avvicinandosi al record assoluto di Giacomo Agostini, distante solo 23 vittorie.
- 28 giugno: il Brasile vince la Confederations Cup, battendo in rimonta 3-2 gli USA.
- 1º – 12 luglio: 25ª edizione delle Universiadi a Belgrado, Serbia
- 5 luglio: Roger Federer, in una lunghissima finale durata oltre le 4 ore, vince il suo sesto Wimbledon contro Andy Roddick col punteggio di 5-7, 7-6 (6), 7-6 (5), 3-6, 16-14. Diventa così il primo tennista della storia a vincere 15 tornei dello Slam, superando Pete Sampras.
- 19 luglio – 2 agosto: Campionati mondiali di Nuoto a Roma
- 25 luglio – Budapest: Felipe Massa colpito sul casco dalla molla di un ammortizzatore di Rubens Barrichello, temuto il peggio come l'incidente fatale di Henry Surtees.
- 26 luglio: il Messico vince la CONCACAF Gold Cup battendo in finale gli Stati Uniti per 5-0.
- Alberto Contador vince la 96ª edizione del Tour de France.
- 8 agosto: la Lazio vince la Supercoppa italiana battendo l'Inter per 2-1.
- 15 – 23 agosto: Campionati del mondo di atletica leggera a Berlino
- 16 agosto: Usain Bolt ai campionati del mondo di atletica leggera 2009 stabilisce il nuovo record dei 100 metri con l'eccezionale tempo di 9.58.
- 28 agosto: il Barcellona batte lo Šachtar e si aggiudica la Supercoppa europea.
- 1º-12 settembre: a Milano si svolgono i XV World AIBA Championship – Campionati mondiali di pugilato. L'Italia vince due ori nella categoria 60 kg con Domenico Valentino e nei +91 con Roberto Cammarelle.
- 2 ottobre: a Copenaghen il CIO dichiara che sarà Rio de Janeiro, sponsorizzata da Lula, a ospitare I Giochi della XXXI Olimpiade.
- 10 ottobre: ad Homestead-Miami Dario Franchitti vince il suo secondo titolo USAC/IRL.
- 25 ottobre – rally: a Cardiff Sébastien Loeb diventa campione del mondo rally per la sesta volta consecutiva battendo Mikko Hirvonen per un punto (93 contro i 92 del finlandese).
- 25 ottobre – MotoGP: Valentino Rossi diventa campione del mondo per la nona volta conquistando il terzo posto nel Gran Premio della Malesia a Sepang, dietro a Casey Stoner e Daniel Pedrosa.
- 1º dicembre: Lionel Messi vince con 473 punti la 54ª edizione del pallone d'oro.
- 19 dicembre: il Barcellona sconfigge il club argentino dell'Estudiantes de La Plata e si aggiudica la Coppa del mondo per club FIFA.

## Scienza e tecnologia
- 8 gennaio: scoperto un nuovo esemplare di fiore sulle Dolomiti. È una nuova specie di Genziana blu.
- 14 marzo: in tutto il mondo si celebra il pi-day, la giornata mondiale della matematica. In notazione anglosassone, il 14 marzo (3.14) ricorda l'abbreviazione della costante matematica π; da qui il nome della giornata: pi(greco)-day o π-day.
- 23 marzo: la "Indian Space Research Organization" scopre tre nuovi tipi di batteri, presenti solamente nella stratosfera terrestre.
- 27 aprile: viene pubblicata la versione 9.04 del sistema operativo Ubuntu.
- 7 maggio: viene testato il primo robot spazzino a Pontedera, in provincia di Pisa.
- 10 luglio – 22 luglio: 50ª edizione delle Olimpiadi internazionali della matematica a Brema, Germania
- 22 ottobre: entra in commercio Windows 7, il nuovo sistema operativo di Microsoft.

### Astronomia
- 2 febbraio: viene lanciato con successo il primo satellite artificiale costruito completamente in Iran.
- 16 febbraio – 24 febbraio: la cometa Lulin, in transito nel Sistema solare interno, raggiunge la massima luminosità. Il 24 febbraio si verifica il massimo avvicinamento alla Terra, quando la cometa passa ad una distanza di 60 milioni di chilometri dal nostro pianeta.
- 7 marzo: la Missione Keplero della NASA porta in orbita un telescopio spaziale che servirà per la scoperta di pianeti extrasolari nella Via Lattea.
- 15 aprile: il Chandra X-ray Observatory scatta per la prima volta una fotografia alla nebulosa B1509.
- 14 maggio: sono lanciati con successo a bordo di un Ariane 5 ECA dal Centre spatial guyanais di Kourou il Planck Surveyor, progettato per acquisire un'immagine dell'anisotropie della radiazione cosmica di fondo, e l'Herschel Space Observatory, un telescopio per l'osservazione dell'universo nell'infrarosso. Entrambe le missioni saranno immesse su un'orbita halo intorno al punto di Lagrange L2 del sistema Terra-Sole.
- 10 giugno: si conclude la missione spaziale Kaguya (Selenological and Engineering Explorer) con un impatto controllato sulla superficie lunare.
- 18 giugno: sono lanciati con successo alle 21:32 UTC dalla NASA, a bordo di un razzo Atlas V, il Lunar Reconnaissance Orbiter ed il Lunar Crater Observation and Sensing Satellite per l'esplorazione della Luna.
- 30 giugno: si conclude la missione spaziale Ulysses.
- 19 luglio: un asteroide o una cometa impatta sul pianeta Giove. L'evento è scoperto da un astrofilo australiano, Anthony Wesley, e confermato da successive osservazioni dei principali osservatori astronomici.
- 22 luglio: si verifica l'eclissi solare più lunga del XXI secolo. L'evento, che è durato fino a sei minuti e 38.8 secondi, è stato visibile solo in alcune zone dell'Asia e dell'Oceano Pacifico.
- 7 ottobre: il telescopio spaziale Spitzer scopre un nuovo anello del pianeta Saturno. Il nuovo anello è il più grande di tutto il sistema solare.
- 9 ottobre: il missile Centaur, lanciato da Cape Canaveral alle 4:30 (le 10:30 in Italia) colpisce il Polo Sud della Luna con l'obiettivo di verificare se effettivamente vi siano riserve d'acqua. Circa un mese dopo, il 13 novembre, la NASA annuncia che dall'analisi spettrografica delle foto dell'impatto, si desume la presenza di acqua ghiacciata in quantità significativa.

## Nati
- 1º gennaio - Salvatore Iacovelli, pallanuotista italiano
- 5 gennaio - Walker Scobell, attore statunitense
- 8 gennaio - Liz Akama, skater giapponese
- 21 gennaio - Lior Makmel, nuotatrice artistica israeliana
- 30 gennaio - Heyue Ji, sincronetta cinese
- 4 febbraio - Klaudie Kudělková, nuotatrice artistica ceca
- 5 febbraio - Abhimanyu Mishra, scacchista statunitense
- 11 febbraio - Ghizal Akbar, nuotatrice artistica statunitense
- 18 febbraio - Julieta Pareja, tennista statunitense
- 19 febbraio - Romane Temessek, nuotatrice artistica francese
- 25 febbraio - Alisa Ševčenko, nuotatrice artistica russa
- 2 marzo - Sumire Nakamura, goista giapponese
- 5 marzo - Aviv Haim, nuotatrice artistica israeliana
- 27 marzo - Ilektra Rapti, nuotatrice artistica greca
- 1º aprile - Valentina Filippeschi, attrice italiana
- 6 aprile - Shaylee Mansfield, attrice e youtuber statunitense
- 6 aprile - Valentina Tronel, cantante francese
- 9 aprile - Taťána Fleková, nuotatrice artistica ceca
- 15 aprile - Julia Butters, attrice statunitense
- 26 aprile - Polina Čibisova, nuotatrice artistica russa
- 1º maggio - Sofie Schindlerová, nuotatrice artistica ceca
- 5 maggio - Marios Kritsas, nuotatore artistico greco
- 2 giugno - Maria Ioanna Amerali, nuotatrice artistica greca
- 29 giugno - Alihan Türkdemir, attore turco
- 2 luglio - Alexa Swinton, attrice e cantautrice statunitense
- 10 luglio - Jeremy Monga, calciatore inglese
- 21 agosto - Noga Levy, nuotatrice artistica israeliana
- 25 agosto - Yara Sharabi, nuotatrice artistica israeliana
- 18 settembre - Yasmina Islamova, nuotatrice artistica kazaka
- 22 settembre - Coco Yoshizawa, skater giapponese
- 25 settembre - Leah Jeffries, attrice statunitense
- 26 settembre - Alisha Weir, attrice irlandese
- 28 settembre - Cavan Sullivan, calciatore statunitense
- 29 settembre - Beren Gökyıldız, attrice turca
- 2 ottobre - Lissandro, cantante francese
- 8 ottobre - Gordon Cormier, attore canadese
- 13 ottobre - Alice Lee, scacchista statunitense
- 2 novembre - Gong Zhenqi, nuotatrice cinese
- 6 novembre - Ema Kaufmanová, nuotatrice artistica ceca
- 9 novembre - Lika Čečura, nuotatrice artistica russa
- 10 novembre - Christian Convery, attore canadese
- 12 novembre - Sara Shimizu, snowboarder statunitense

## Morti
Ci sono circa 1 770 voci su persone morte nel 2009; vedi la pagina Morti nel 2009 per un elenco descrittivo o la categoria Morti nel 2009 per un indice alfabetico.

## Calendario
| Calendario 2009 | Calendario 2009 | Calendario 2009 | Calendario 2009 | Calendario 2009 | Calendario 2009 | Calendario 2009 | Calendario 2009 | Calendario 2009 | Calendario 2009 | Calendario 2009 | Calendario 2009 | Calendario 2009 | Calendario 2009 | Calendario 2009 | Calendario 2009 | Calendario 2009 | Calendario 2009 | Calendario 2009 | Calendario 2009 | Calendario 2009 | Calendario 2009 | Calendario 2009 | Calendario 2009 | Calendario 2009 | Calendario 2009 | Calendario 2009 | Calendario 2009 | Calendario 2009 | Calendario 2009 | Calendario 2009 | Calendario 2009 | Calendario 2009 |
| --------------- | --------------- | --------------- | --------------- | --------------- | --------------- | --------------- | --------------- | --------------- | --------------- | --------------- | --------------- | --------------- | --------------- | --------------- | --------------- | --------------- | --------------- | --------------- | --------------- | --------------- | --------------- | --------------- | --------------- | --------------- | --------------- | --------------- | --------------- | --------------- | --------------- | --------------- | --------------- | --------------- |
|                 | 1               | 2               | 3               | 4               | 5               | 6               | 7               | 8               | 9               | 10              | 11              | 12              | 13              | 14              | 15              | 16              | 17              | 18              | 19              | 20              | 21              | 22              | 23              | 24              | 25              | 26              | 27              | 28              | 29              | 30              | 31              |                 |
| Gennaio         | Gi              | Ve              | Sa              | Do              | Lu              | Ma              | Me              | Gi              | Ve              | Sa              | Do              | Lu              | Ma              | Me              | Gi              | Ve              | Sa              | Do              | Lu              | Ma              | Me              | Gi              | Ve              | Sa              | Do              | Lu              | Ma              | Me              | Gi              | Ve              | Sa              |                 |
| Febbraio        | Do              | Lu              | Ma              | Me              | Gi              | Ve              | Sa              | Do              | Lu              | Ma              | Me              | Gi              | Ve              | Sa              | Do              | Lu              | Ma              | Me              | Gi              | Ve              | Sa              | Do              | Lu              | Ma              | Me              | Gi              | Ve              | Sa              |                 |                 |                 |                 |
| Marzo           | Do              | Lu              | Ma              | Me              | Gi              | Ve              | Sa              | Do              | Lu              | Ma              | Me              | Gi              | Ve              | Sa              | Do              | Lu              | Ma              | Me              | Gi              | Ve              | Sa              | Do              | Lu              | Ma              | Me              | Gi              | Ve              | Sa              | Do              | Lu              | Ma              |                 |
| Aprile          | Me              | Gi              | Ve              | Sa              | Do              | Lu              | Ma              | Me              | Gi              | Ve              | Sa              | Do              | Lu              | Ma              | Me              | Gi              | Ve              | Sa              | Do              | Lu              | Ma              | Me              | Gi              | Ve              | Sa              | Do              | Lu              | Ma              | Me              | Gi              |                 |                 |
| Maggio          | Ve              | Sa              | Do              | Lu              | Ma              | Me              | Gi              | Ve              | Sa              | Do              | Lu              | Ma              | Me              | Gi              | Ve              | Sa              | Do              | Lu              | Ma              | Me              | Gi              | Ve              | Sa              | Do              | Lu              | Ma              | Me              | Gi              | Ve              | Sa              | Do              |                 |
| Giugno          | Lu              | Ma              | Me              | Gi              | Ve              | Sa              | Do              | Lu              | Ma              | Me              | Gi              | Ve              | Sa              | Do              | Lu              | Ma              | Me              | Gi              | Ve              | Sa              | Do              | Lu              | Ma              | Me              | Gi              | Ve              | Sa              | Do              | Lu              | Ma              |                 |                 |
| Luglio          | Me              | Gi              | Ve              | Sa              | Do              | Lu              | Ma              | Me              | Gi              | Ve              | Sa              | Do              | Lu              | Ma              | Me              | Gi              | Ve              | Sa              | Do              | Lu              | Ma              | Me              | Gi              | Ve              | Sa              | Do              | Lu              | Ma              | Me              | Gi              | Ve              |                 |
| Agosto          | Sa              | Do              | Lu              | Ma              | Me              | Gi              | Ve              | Sa              | Do              | Lu              | Ma              | Me              | Gi              | Ve              | Sa              | Do              | Lu              | Ma              | Me              | Gi              | Ve              | Sa              | Do              | Lu              | Ma              | Me              | Gi              | Ve              | Sa              | Do              | Lu              |                 |
| Settembre       | Ma              | Me              | Gi              | Ve              | Sa              | Do              | Lu              | Ma              | Me              | Gi              | Ve              | Sa              | Do              | Lu              | Ma              | Me              | Gi              | Ve              | Sa              | Do              | Lu              | Ma              | Me              | Gi              | Ve              | Sa              | Do              | Lu              | Ma              | Me              |                 |                 |
| Ottobre         | Gi              | Ve              | Sa              | Do              | Lu              | Ma              | Me              | Gi              | Ve              | Sa              | Do              | Lu              | Ma              | Me              | Gi              | Ve              | Sa              | Do              | Lu              | Ma              | Me              | Gi              | Ve              | Sa              | Do              | Lu              | Ma              | Me              | Gi              | Ve              | Sa              |                 |
| Novembre        | Do              | Lu              | Ma              | Me              | Gi              | Ve              | Sa              | Do              | Lu              | Ma              | Me              | Gi              | Ve              | Sa              | Do              | Lu              | Ma              | Me              | Gi              | Ve              | Sa              | Do              | Lu              | Ma              | Me              | Gi              | Ve              | Sa              | Do              | Lu              |                 |                 |
| Dicembre        | Ma              | Me              | Gi              | Ve              | Sa              | Do              | Lu              | Ma              | Me              | Gi              | Ve              | Sa              | Do              | Lu              | Ma              | Me              | Gi              | Ve              | Sa              | Do              | Lu              | Ma              | Me              | Gi              | Ve              | Sa              | Do              | Lu              | Ma              | Me              | Gi              |                 |

## Premi Nobel
In quest'anno sono stati conferiti i seguenti Premi Nobel:
- per la Medicina: Elizabeth Blackburn, Carol W. Greider e Jack W. Szostak
- per la Fisica: Charles K. Kao, Willard S. Boyle e George E. Smith
- per la Chimica: Ada Yonath, Thomas Arthur Steitz e Venkatraman Ramakrishnan
- per la Letteratura: Herta Müller
- per la Pace: Barack Obama
- per l'Economia: Elinor Ostrom e Oliver Williamson